# いちい信用金庫

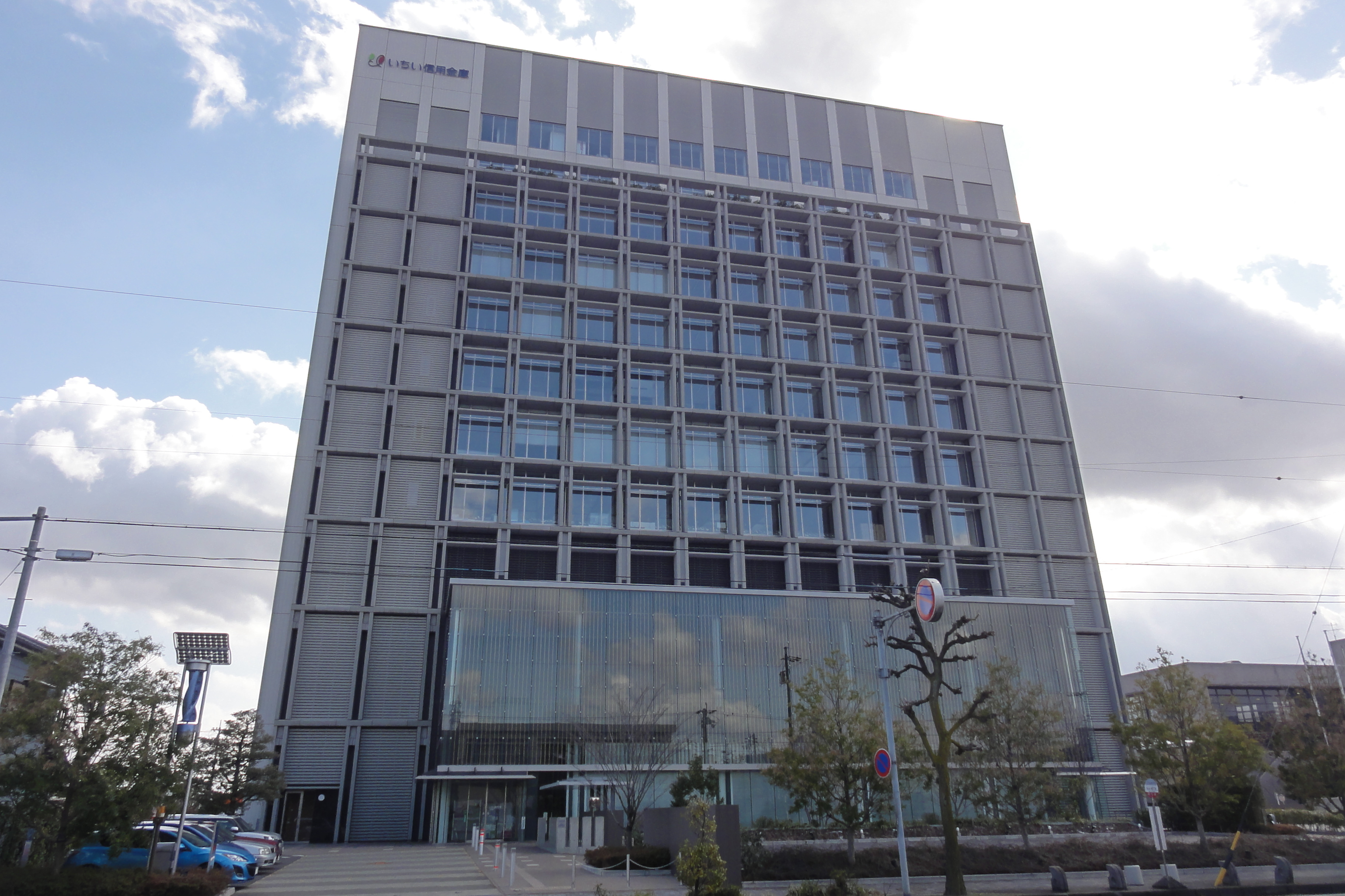
本店

いちい信用金庫（いちいしんようきんこ）は、愛知県一宮市に本店を置く信用金庫。

## 概要
2003年（平成15年）7月7日に、「一宮信用金庫」（一宮市）と「愛北信用金庫」（岩倉市）、「津島信用金庫」（津島市）が合併して、「いちい信用金庫」として発足した。
「津島信用金庫」が1922年（大正11年）1月17日に「有限責任津島信用組合」として設立されたのが、前身の3金庫の中では最も古いが、「一宮信用金庫」の設立日である1936年（昭和11年）11月2日が本金庫の設立日となっている
信用金庫の名称「いちい」は、常緑高木であるイチイ（一位）を木の特徴や名前のイメージより採用。

## 沿革

### 一宮信用金庫
- 1936年（昭和11年）11月2日 - 「一宮市民信用組合」として発足[1]。
- 1943年（昭和18年）9月 - 「市街地信用組合法」に基づく「一宮信用組合」に改組。
- 1950年（昭和25年）4月 - 「中小企業等協同組合法」に基づく「一宮信用協同組合」に改組。
- 1951年（昭和26年）11月1日 - 「信用金庫法」に基づく「一宮信用金庫」に改組[1]。
- 1953年（昭和28年）7月 - 本店を一宮市琴平町（現在の地名は本町にあたる）7番地に新築移転[2]。
- 1966年（昭和41年）11月 - 本店を一宮市栄に新築[1]。

### 津島信用金庫
- 1922年（大正11年）1月17日 - 「有限責任津島信用組合」として設立[1]。
- 1943年（昭和18年）4月1日 - 「市街地信用組合法」に基づく「津島信用組合」に改組[1]。
- 1952年（昭和27年）7月1日 - 「信用金庫法」に基づく「津島信用金庫」に改組[1]。

### 愛北信用金庫
- 1948年（昭和23年）8月31日 - 「産業組合法」に基づく「保証責任岩倉信用組合」として設立[1]。
- 1950年（昭和25年）4月 - 「中小企業等協同組合法」に基づく「岩倉信用組合」に改組[1]。
- 1952年（昭和27年）7月 - 「信用金庫法」に基づく「岩倉信用金庫」に改組[1]。
- 1953年（昭和28年）9月15日 - 「愛北信用金庫」に改称[1]。

### いちい信用金庫
- 2003年（平成15年）7月7日 - 「一宮信用金庫」、「愛北信用金庫」、「津島信用金庫」が合併して、「いちい信用金庫」として発足[1]。
- 2008年（平成20年）10月27日 - 本店を栄一丁目から若竹三丁目に新築移転[2]。
- 2023年（令和5年）1月23日 - この日から磁気の影響を受けにくい新しい通帳（Hi-Co通帳）を取扱開始した(Hi-Co通帳に対応していない信用金庫ATMではHi-Co通帳は使えない。)[3]。

## 預金高
- 1兆244億円 - 2017年（平成29年）9月末現在。

## 店舗数
- 全50店 - 49か店、1有人出張所。
  - 合併の際、旧一宮信用金庫を存続法人としたため、旧津島信用金庫本店営業部を津島営業部、旧愛北信用金庫本店を愛北営業部と改称している。

## 営業地区
店舗設置地区は太字表記。
愛知県
一宮市、江南市、稲沢市、岩倉市、小牧市、犬山市、春日井市、津島市、名古屋市、尾張旭市、日進市、豊明市、愛西市、清須市、北名古屋市、あま市、丹羽郡、西春日井郡、海部郡、愛知郡
岐阜県
岐阜市、羽島市、瑞穂市、各務原市、可児市（旧兼山町を除く）、海津市（旧海津町、旧平田町）、羽島郡、本巣郡（北方町）、安八郡（安八町、輪之内町）、大垣市（旧墨俣町）
三重県
桑名郡（木曽岬町）、桑名市（旧長島町）

## 指定金融機関
- 津島市 - 2013年（平成25年）4月1日指定。